# Hoskins
Hoskins és una població dels Estats Units a l'estat de Nebraska. Segons el cens del 2000 tenia 283 habitants.

## Demografia
Segons el cens del 2000, Hoskins tenia 283 habitants, 112 habitatges, i 80 famílies. La densitat de població era de 364,2 habitants per km².
Dels 112 habitatges en un 41,1% hi vivien nens de menys de 18 anys, en un 58,9% hi vivien parelles casades, en un 8,9% dones solteres, i en un 27,7% no eren unitats familiars. En el 25,9% dels habitatges hi vivien persones soles el 10,7% de les quals corresponia a persones de 65 anys o més que vivien soles. El nombre mitjà de persones vivint en cada habitatge era de 2,53 i el nombre mitjà de persones que vivien en cada família era de 3,07.
Per edats la població es repartia de la següent manera: un 31,4% tenia menys de 18 anys, un 7,8% entre 18 i 24, un 25,4% entre 25 i 44, un 20,1% de 45 a 60 i un 15,2% 65 anys o més.
L'edat mediana era de 35 anys. Per cada 100 dones de 18 o més anys hi havia 100 homes.
La renda mediana per habitatge era de 27.679 $ i la renda mediana per família de 39.583 $. Els homes tenien una renda mediana de 24.063 $ mentre que les dones 22.596 $. La renda per capita de la població era de 14.526 $. Aproximadament el 5,3% de les famílies i el 5,6% de la població estaven per davall del llindar de pobresa.

## Poblacions més properes
El següent diagrama mostra les poblacions més properes.